# ラテン音楽

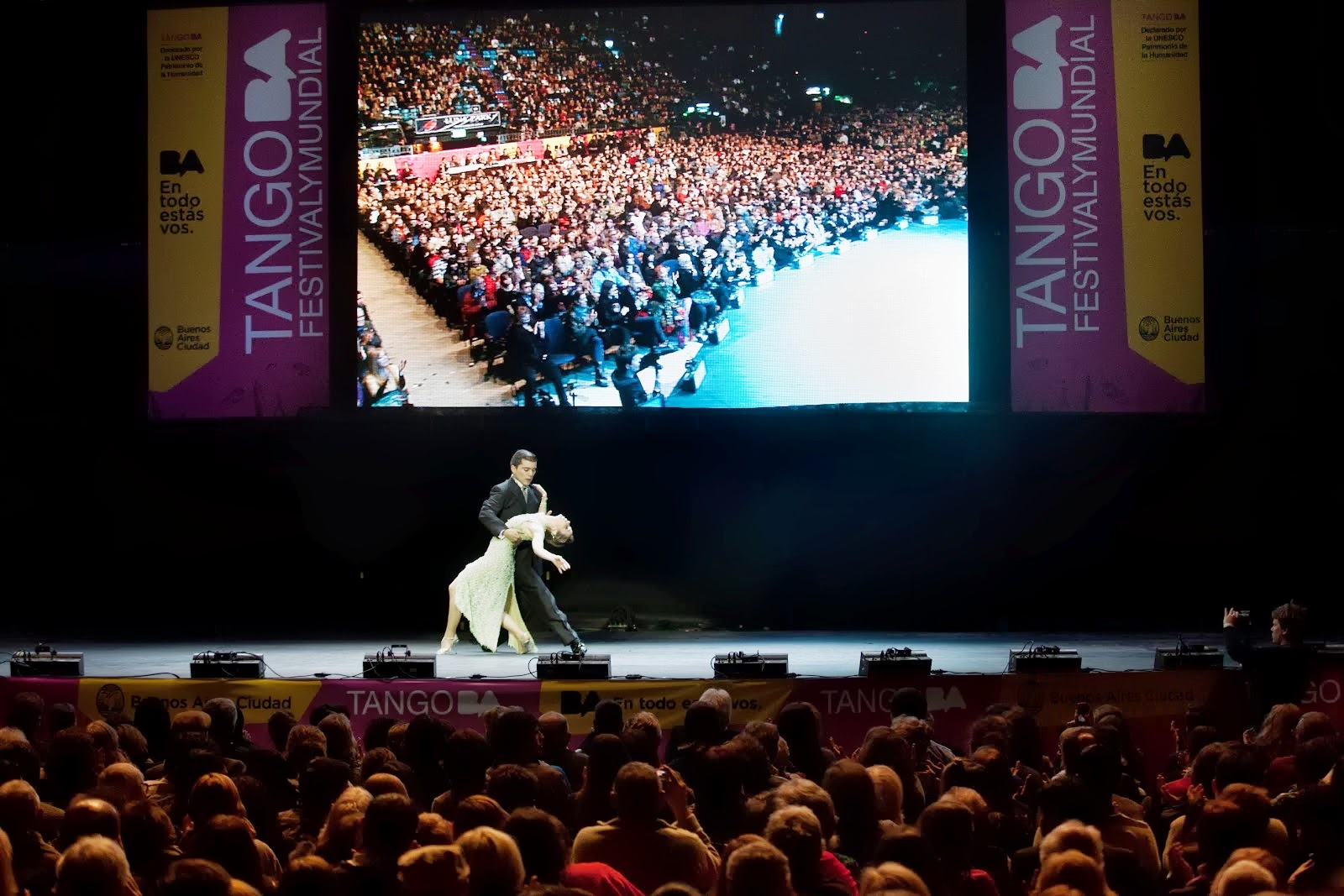
タンゴ

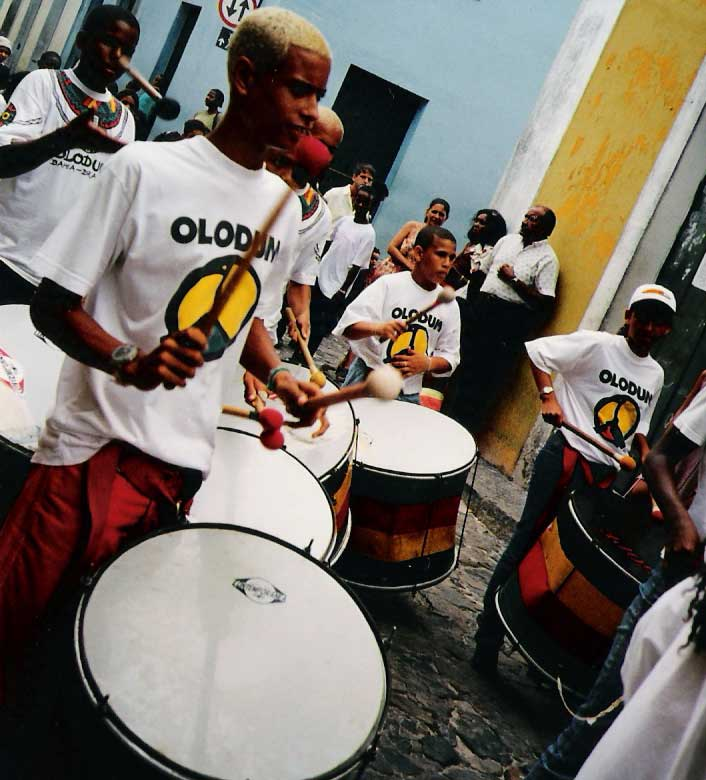
サンバの太鼓演奏（ブラジル）

ラテン音楽（ラテンおんがく）は、中南米発祥の音楽の総称で、『中南米の音楽』を意味するラテン・アメリカ音楽（英語: Latin American music）とほぼ同一の音楽ジャンルの概念を指す。キューバ・カリブ系、ブラジル系など、それぞれに音楽的特徴があり、また、ラテン・アメリカ系移民の多いニューヨークやロサンゼルスが、北米におけるラテン音楽の本場でもあるなど、成り立ちや歴史も複雑であり、一言では言い表せない。
スカ、ロックステディ、レゲエの発祥地、ジャマイカは主に英語が使われ、いわゆるラテン諸語圏ではないが、音楽においてはラテン音楽とみなされることが多い。また、中南米諸国が植民地であった時の宗主国であり、発生起源にも影響しているヨーロッパのラテン諸語圏（主にポルトガル、スペイン、イタリア）を含めた音楽を指すこともある。

## 概要：特徴
ラテン音楽とされるものには沢山のスタイルが存在し、アフリカ系アメリカ人の音楽的伝統要素を持つ音楽や、ヨーロッパ（スペインなど）やアフリカ、中南米、先住民族の音楽が混じった物も存在する。かつては一部の人間により、ラテン音楽はアフリカの影響を全く持たないものであるとか、ヨーロッパや中南米先住民族の要素を持たないアフリカ音楽そのものである、といった二極論が展開されていたが、21世紀には、一般的にラテン音楽は、さまざまな音楽要素や地域性・民族性が融合したものであると見なされている。さらに言えば、スペイン音楽の様式と、アフリカ音楽のリズム、ヨーロッパの和声などはラテン・アメリカ諸国の音楽の要素であり、これはスカ、レゲエ、ジャズ、ソウル・ミュージック、R&B、ファンク、ゴスペル、ブルースなどと共通点を持っている。
日本においては、特にスペイン語圏のものに限って用いられることも多く、ラテン音楽専門のレコードショップなどでは、ボサノヴァなどの洗練されたブラジル音楽を一切扱わない店もある。またブラジル音楽を愛好する人たちからも「ブラジル音楽はラテンではない」という意見もある。

## 詳細：音楽的特徴
ラテン音楽の浮き立つようなリズムはアフリカ直系の2拍子と3拍子の複合リズムや、現在のスペイン民謡や中南米各地の民謡に見られる8分の6拍子（2ビート）と4分の3拍子（3ビート）の交互進行である。ソンやサルサのように、これらのリズムが融合して発展したものも多い。
ラテン音楽のメロディはフリギア旋法に近い「ミの旋法」と呼ばれるスペイン起源の音階が定番となっている。循環コードとソロ楽器の即興という定番のコード進行も、16世紀にヨーロッパで流行した流儀である。

## ラテン音楽の歴史
戦前には、すでにタンゴが海を渡って、アルゼンチン以外の国にも伝わっていた。戦後になるとペレス・プラードのマンボや、トリオ・ロス・パンチョスによるマリアッチの影響を受けたポップスなどが人気となった。さらにティト・プエンテの「オイェ・コモバ」、モンゴ・サンタマリアの「ウォーターメロン・マン」、ウィリー・ボボの「イヴィル・ウェイズ」などの楽曲も発表された。プエンテとウィリー・ボボの曲は、ラテン・ロックのサンタナが優れたカバーを発表し、ラテン世界以外にも広く知られるようになった。ラテン系のミュージシャンにはチーチ&チョンやティアラ、ロス・ロボスらもいる。

## 主なジャンル
- キューバなどカリブ系
  - ルンバ、ソン、マンボ、サルサ、チャチャチャ、カリプソ、メレンゲ、バチャータ、スカ、ロックステディ、レゲエ、レゲトン、ブーガルー
- コロンビア、ベネスエラ
  - クンビア、バジェナート、ホローポ、ガイタ、タンボール
- ブラジル音楽
  - サンバ、ボサノヴァ、ショーロ、MPB、ノルデスチ、アシェー
- アルゼンチン音楽、ウルグアイ音楽
  - タンゴ、ミロンガ、ムルガ、チャマメ、パジャドール、カンドンベ、サンバ、チャカレーラ
- メキシコなど中米
  - マリアッチ、ボレロ、カンシオーン・ランチェラ、バンダ
- ペルー・ボリビア・エクアドル・チリなどアンデス系
  - フォルクローレ（ワイニョなど）、ランバダ、ヌエバ・カンシオン